# Transport i San Marino

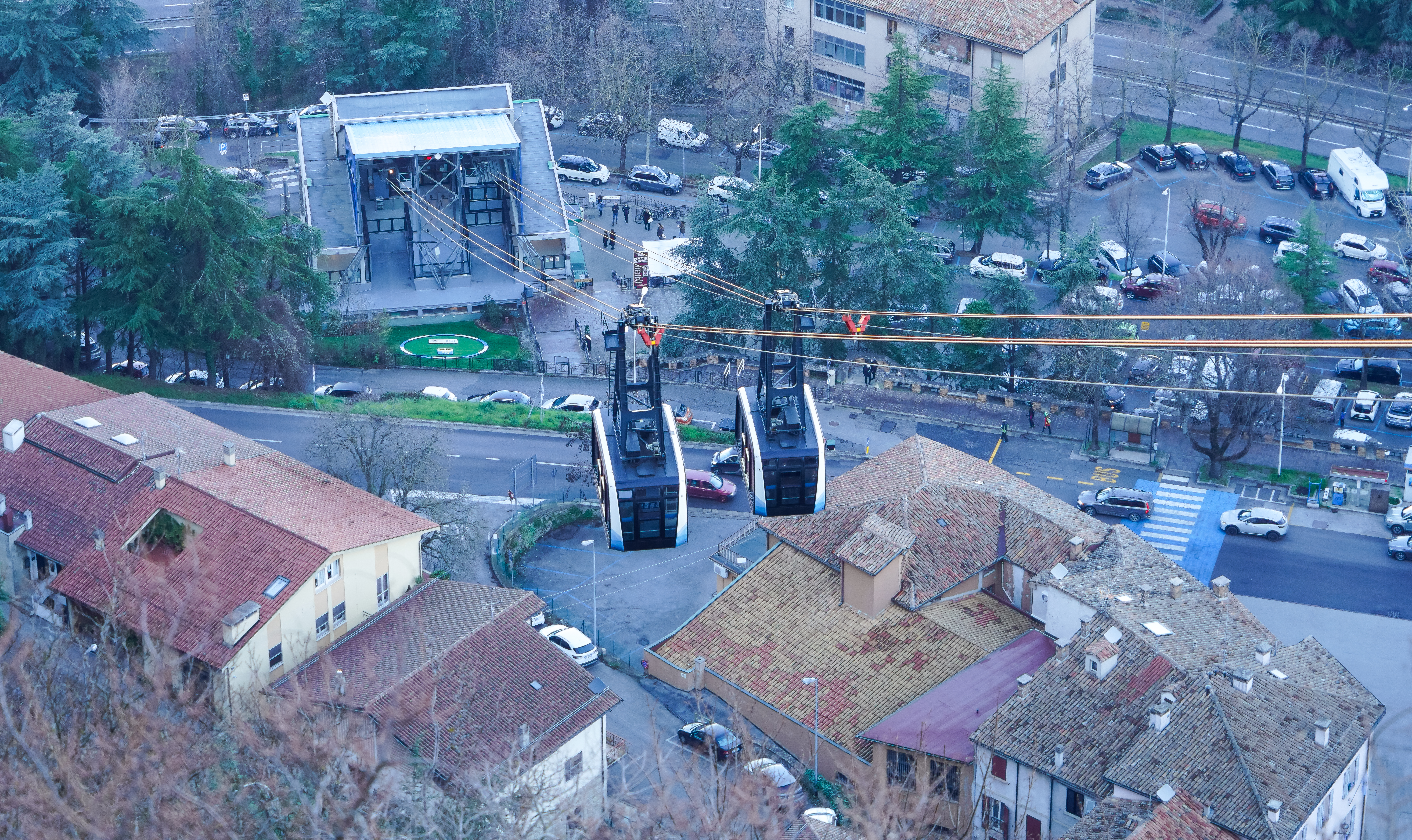
Kabinbanan till Monte Titano.

Transportfaciliteterna i San Marino är begränsade, eftersom landet är litet. Det finns inga järnvägar i San Marino, men det finns en 1,5 kilometer lång kabinbana som kopplar samman staden San Marino med toppen av Monte Titano till Borgo Maggiore. Det finns 220 kilometer landsväg i landet, dock inga hamnar eller flygplatser. Adriatiska havet och en flygplats kan dock nås enkelt via bilväg, genom en kort bilväg till Rimini i Italien där också en Trenitalia-järnvägsstation finns. Huvudvägen i San Marino kallas Superstrada de San Marino.
Det finns busstrafik mellan Rimini och staden San Marino, populär bland både turister och de anställda inom turistindustrin som pendlar mellan Italien och San Marino. San Marino har också ett eget litet bussystem.